# 貝爾 (伊利諾伊州)
貝爾（英語：Bell）是位於美國伊利諾伊州洛根縣的一個人口普查指定地區。

## 地理
貝爾的座標為40°11′31″N 89°23′15″W / 40.19194°N 89.38750°W，而該地最高點為海拔高度183米（即600英尺）。

## 人口
根據2010年美國人口普查的數據，貝爾的面積為5.00平方千米，當中陸地面積為5.00平方千米，而水域面積為5.00平方千米。當地共有人口500人，而人口密度為每平方千米100人。